# GloryDaze
GloryDaze ist eine deutsche Band aus München. Die Gruppe wird den Genres Rock, Hard Rock, Heavy Metal und AOR zugerechnet. Prägende musikalische Einflüsse waren vor allem 1980er Jahre Bands wie z. B. Iron Maiden, Judas Priest, Queensrÿche und Accept.

## Geschichte
Gegründet wurde die Band 2007 von Eric Schwencke (Schlagzeug), Harry Krause (Gitarre), Steve Wendlandt (Gitarre) und Tscharlie Schütz (Bass). Nach längerer Suche stieß schließlich 2008 Christian Wolf als erster Sänger dazu. Von Anfang an setzte die Band auf eigene Lieder, die zunächst aus dem Repertoire vorangegangener Bands entnommen und für den Stil von GloryDaze adaptiert wurden. Sehr bald schon entstanden dann einige gemeinsam geschriebene neue Lieder.
Alle Bandmitglieder sind seit vielen Jahren in der Münchener Musikszene aktiv, mit diversen Bands seit den 1980er Jahren. Die bekanntesten dürften Avalon, Lovetrick und Dreamscape sein.
2010 verließ der erste Sänger Christian Wolf die Gruppe und wurde durch Frank Libal ersetzt, der mit seiner außergewöhnlichen Stimme und Erfahrung als Texter und Komponist bei Lovetrick die Kompositionen vervollständigte, die Qualität der Band auf ein neues Level hob.
2011 brachte Frank Libal seinen langjährigen Kollegen Many Stürner in die Band, der in München als „Dio von Moosach“ bekannt ist und mit Vorgängerbands wie Avalon, Trick or Treat und Rotten Rose große Erfolge feiern konnte.
Frank Libal und Many Stürner teilten sich zunächst den Job als Sänger, da die Gesangslines/Melodien bei den meisten der GloryDaze Songs, speziell aber bei Icarus und Octavirus von Frank für 2 Sänger angelegt waren, bis Frank Libal aus beruflichen Gründen Many Stürner den Platz am Mikrofon alleine überließ.
2015 wurde Andi Angerer neuer Schlagzeuger der Band, der als Drummer von Dreamscape bekannt geworden ist.
Zwischen 2014 und 2016 entstand das erste Album Octavirus mit 10 eigenen Songs, das im Oktober 2016 veröffentlicht wurde.
2018 verließ Gründungsmitglied Tscharlie Schütz die Band aus gesundheitlichen Gründen. Neuer Mann am Bass ist seitdem Ralf „Ramirez“ Reiche.
Von 2020 bis 2022 entstand das Album Viral Times mit 5 eigenen Songs, die zunächst als Singles und dann im April 2022 als EP veröffentlicht wurden.

## Diskografie
- 2016: Octavirus (Alben, House-Master-Records)
- 2022: Viral Times (EP, Calygram Records)

## Vorgängerbands
- Dreamscape bei laut.de
- Dreamscape bei allmusic.com
- Avalon bei allmusic.com
- Avalon bei truemetal.org
- Lovetrick bei discogs.com